# Herb Šumperka

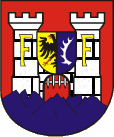
Herb miejski

Herb Šumperka przedstawia bramę miejską z dwiema wieżami, stojącą na niebieskiej skale, na tle czerwonego tła. Na wieżach znajduje się złota litera F, a między nimi tarcza herbowa dzielona w słup - w jej lewej części jest srebrne poroże jelenia na niebieskim tle, w prawej połowie czarnego orła na złotym tle.
Symbolika poszczególnych elementów liczy kilkaset lat. Pierwotnym herbem Šumperka było jelenie poroże, herb rodowy panów z Šumperka, które mogło pojawić się już w XIII wieku, aczkolwiek najstarsze znane pieczęcie z tym symbolem pochodzą dopiero z XVI stulecia. 23 kwietnia 1562 cesarz rzymski Ferdynand I Habsburg nadał miastu przywilej, w którym m.in. rozbudował dotychczasowy herb. Do poroża dodał połowę cesarskiego orła, swoje inicjały (stąd litera F) oraz umieścił tarczę herbową na bramie miejskiej.
Elementy tarczy herbowej znajdują się na fladze Šumperka.